# Nephila komaci
Nephila komaci ist eine Spinnenart aus der Gattung der Seidenspinnen. Sie wurde im Jahr 2009 entdeckt und gilt als größte bekannte netzbauende Spinne der Welt. Bisher sind nur einzelne Exemplare der Art bekannt. Sie wurden in Südafrika, Tansania und Madagaskar gefunden. Das Artepitheton komaci wurde zur Erinnerung an Andrej Komac vergeben, einen verstorbenen Kollegen von Matjaž Kuntner, einem der beiden Erstbeschreiber.

## Merkmale und Lebensweise
Weibliche Nephila komaci haben eine Körperlänge von knapp 4 Zentimetern. Ihre Beine werden bis zu 7,5 Zentimeter lang. Die Beine des Weibchens sind schwarz-rot gebändert, der Panzer ist mit dünnen weißen Härchen bedeckt. Die Männchen bleiben deutlich kleiner (Geschlechtsdimorphismus). Ein von den Entdeckern beschriebenes Exemplar war nur knapp 9 Millimeter lang. Man kann jedoch wegen dieser doch beachtlichen Größe nach Ansicht der Erstbeschreiber nicht wie bei einigen anderen Spinnenarten von „Zwergmännchen“ sprechen, sondern vielmehr von „Riesenweibchen“ Die Färbung der Männchen ist weniger auffällig als die der Weibchen.

## Gefährdung
Die Spinnenart gilt als vom Aussterben bedroht, da die Entdecker trotz der Größe der Spinne Schwierigkeiten hatten, lebende Exemplare zu finden. Die Suche dauerte mehrere Jahre, nachdem Kuntner im Jahr 2000 im Plant Protection Research Institute in Pretoria das erste Exemplar der neuen Art gesehen hatte. Erst 2003 entdeckte er im Naturhistorischen Museum Wien ein weiteres Exemplar, das 1938 in Madagaskar gefangen worden war. Dieses dient nun als Holotypus für die Art. Später wurden im Tembe Elephant Park im Grenzgebiet zwischen Mosambik und Südafrika weitere Individuen gefunden.